# Peperomia quadrangularis
Espèce
Peperomia quadrangularis est une espèce de plantes de la famille des Pipéracées.